# Пфиффер, Людвиг
Людвиг Пфиффер фон Альтизхофен (нем. Ludwig Pfyffer; 1524, Люцерн — 17 марта 1594, там же) — швейцарский военный и государственный деятель. Представитель католической церкви в кантонах Швейцарии, главным магистрат Люцерна и один из самых важных швейцарских политиков во второй половине XVI века.

## Биография
Начал свою политическую карьеру в 1548 году в качестве члена Большого совета Люцерна, в 1554 году вошёл в Малый совет города. С 1565 года также был военачальником Люцерна.
Во время междоусобных религиозных войн во Франции в течение многих лет активно и бесстрашно пребывал на службе Французских королей. На французской службе с 1553 г., упоминается как капитан в 1557 и 1562 годах. С 1563 года в чине полковника возглавил свой полк против гугенотов. Прославился тем, что в 1567 г. благополучно перевёз королевскую семью Карла IX из Мо в Париж во время нападения гугенотов в ходе Второй гугенотской войны. Участник битвы при Сен-Дени (1567) и Битвы при Жарнаке (1569). В 1569 году в битве при Монконтуре снискал репутацию одаренного полководца. Многие называли блестящего швейцарского вождя, люцернского шультейса Людвига Пфиффера «швейцарским королём».
С 1571 по 1593 год регулярно был мэром Люцерна.
Сделал город центром католической контрреформации в Швейцарии. Его Золотая лига (1586) (также называемая Лигой Борромео в честь кардинала Карло Борромео) едва не привела к разрушению Швейцарской Конфедерации. Союз семи католических кантонов обязался использовать вооруженную силу для изгнания еретиков. Его религиозные интересы сильно напрягали гражданский союз. Кантон Аппенцелль тогда разделился по религиозному признаку на два полукантона (католический полукантон Аппенцелль-Иннерроден и протестантский полукантон Аппенцелль-Аусерроден), вполне самостоятельных.
Пфайффер установил тесные отношения с Католической лигой Франции Филиппа II Испанского и Генриха I, герцога де Гиза. Заключил в 1587 году швейцарский союз с Испанией против восшествия Генриха Наваррского на французский престол.
Людвиг Пфиффер до и во время своей политической и военной карьеры торговал тканью и скотом, участвовал в торговле солью и коммерческой ассоциации, занимался финансовыми операциями. Заработал значительное состояние на иностранных оплатах в качестве поставщика швейцарских наёмников папе римскому.